# Reganella depressa
Reganella depressa – słabo poznany gatunek słodkowodnej ryby sumokształtnej z rodziny zbrojnikowatych (Loricariidae), jedyny przedstawiciel rodzaju Reganella.
Opisany naukowo z Amazonki w Brazylii przez Rudolfa Knera w 1853, pod naukową nazwą Hemiodon depressus. Nazwa rodzajowa Hemiodon została już wcześniej użyta, dlatego Eigenmann wprowadził Reganella jako nową nazwę rodzaju.
Reganella depressa występuje w środkowym dorzeczu Amazonki: Rio Negro, Branco i Tapajós, na terenie Brazylii i Boliwii.
Biologia i ekologia tego zbrojnika nie zostały poznane. Budową zewnętrzną przypomina Hemiodontichthys acipenserinus. Ciało silnie spłaszczone grzbietobrzusznie sugeruje, że ryby te zasiedlają wody płynące po piaszczystych podłożach. R. depressa jest słabo poznanym gatunkiem i niezbyt często spotykanym w kolekcjach muzealnych. Jego pozycja filogenetyczna pozostaje niepewna, a relacje z innymi przedstawicielami grupy rodzajów blisko spokrewnionych z Pseudohemiodon jest niejasne.
Dorosłe osobniki osiągają maksymalnie 11,3 cm długości standardowej (SL). 